# Vilson
Vilson (* 3. April 1989 in São Gonçalo; mit vollem Namen Vilson Xavier de Menezes Júnior) ist ein ehemaliger brasilianischer Fußballspieler.

## Karriere
Vilson spielte in der Jugend für Madureira EC. Er absolvierte seine ersten Profispiele für CR Vasco da Gama. Nachdem er 2008 mit Vasco aus der Série A abgestiegen war, gelang ihm mit seinem Verein als Meister der Série B 2009 der direkte Wiederaufstieg. Anschließend ging Vilson zu EC Vitória. Nachdem er mit Vitória in der ersten Jahreshälfte 2010 die Staatsmeisterschaft von Bahia gewonnen hatte, wechselte er zu Grêmio Porto Alegre. Mit diesem Verein erreichte er bei der Copa Libertadores 2011 das Achtelfinale. Zum Jahresbeginn 2013 wurde er von Grêmio im Austausch für den argentinischen Nationalspieler Hernán Barcos an Palmeiras São Paulo transferiert und qualifizierte sich in der ersten Hälfte des Jahres mit Palmeiras als Tabellensechster der regulären Staatsmeisterschaftssaison für die KO-Phase der Staatsmeisterschaft von São Paulo und schied dort im Viertelfinale im Elfmeterschießen gegen den Erstligisten FC Santos aus.
Am 29. August 2013 vermeldete Palmeiras, dass Vilson zum VfB Stuttgart wechseln werde. Der Stuttgarter Sportvorstand Fredi Bobic erklärte jedoch drei Tage später, dass der sofortige Transfer gescheitert sei. Er wechselte stattdessen am Jahresende zu Cruzeiro Belo Horizonte. Den Vertrag kündigte er aber bereits nach Austragung der Staatsmeisterschaft, nachdem er in dieser zu keinen Einsätzen kam. Erst im September des Jahres unterzeichnete er einen neuen Kontrakt bei AA Ponte Preta. Bei Ponte Preta blieb er bis Jahresende auch ohne Einsätze. Ursache war eine chronische Sehnenentzündung im linken Knie. Er wurde Anfang 2015 vom SE Vitória unter Vertrag genommen, welcher ihn an Chapecoense auslieh.
Nachdem Vilson Anfang 2016 auf Leihbasis zu Corinthians São Paulo gegangen war, übernahm der Klub im Juli 2017 trotz anhaltender Verletzungsbeschwerden. In den Spielzeiten 2017 und kam Vilson zu keinen Einsätzen mehr, so dass er Ende 2018 seine aktive Laufbahn beendete. Bei Corinthians konnte er direkt danach als Fußballmanager arbeiten.

## Erfolge
Vasco
- Série B: 2009

Vitória
- Staatsmeisterschaft von Bahia: 2010
- Copa do Nordeste: 2010

Palmeiras
- Série B: 2013

Corinthians
- Staatsmeisterschaft von São Paulo: 2017